# My Sweet Home
Pour plus de détails, voir Fiche technique et Distribution.
My Sweet Home, ou Berlin en fièvre, est un film gréco-allemand réalisé par Fílippos Tsítos, sorti en 2001.

## Synopsis
À Berlin, une fête d'avant-mariage bat son plein.

## Fiche technique
Sauf indication contraire, les informations mentionnées dans cette section peuvent être confirmées par la base de données cinématographiques IMDb,  présente dans la section « Liens externes ».
- Titre : My Sweet Home
- Titre français : Berlin en fièvre (diffusion télévisée)
- Réalisation : Fílippos Tsítos
- Scénario : Fílippos Tsítos
- Musique : Nele Karajlić et Dejan Sparavalo
- Photographie : Hanno Lentz
- Montage : Petar Markovic
- Production : Thanassis Karathanos
- Société de production : Deutsche Film- und Fernsehakademie Berlin, Filmboard Berlin-Brandenburg, Greek Film Center, Hellenic Radio & Television, Ideefixe Productions, Pandora Filmproduktion, Prooptiki, Twenty Twenty Vision Filmproduktion et ZDF
- Société de distribution :
- Pays de production :  Grèce et  Allemagne
- Genre : comédie dramatique
- Durée : 86 minutes
- Dates de sortie : 
  - Allemagne : 16 février 2001 (Berlinale) ; 16 mai 2002 (sortie nationale)
  - Grèce : 15 novembre 2001 (Festival de Thessalonique) ; 1er février 2002 (sortie nationale)
  - France : 11 mars 2003 (première diffusion à la télévision)

## Distribution
Sauf indication contraire, les informations mentionnées dans cette section peuvent être confirmées par la base de données cinématographiques IMDb,  présente dans la section « Liens externes ».
- Harvey Friedman : Bruce Weber
- Nadja Uhl : Anke
- Mehdi Nebbou : Hakim
- Monika Hansen : la mère d'Anke
- Neil D'Souza : Ino
- Peter Lewan : Hartmut
- Elefteria Sapountzi : Despina
- Maxim Kovalevski : Wladimir
- Irakli Kemertelidje : Kolia
- Tatjana Alexander : Ingrid
- Franco de Pena : Alfredo
- Bakhtiar Khudojnazarov : un mendiant

## Distinctions
Le film a été présenté en sélection officielle en compétition lors de Berlinale 2001.